# Frank Heldoorn
Frank Heldoorn (Laren, 1 januari 1969) is een Nederlands voormalig triatleet. Hij werd zesmaal de Nederlands kampioen triatlon op de lange afstand. 

## Biografie

### Jeugd en eerste successen
Al op 7-jarige leeftijd stond hij aan de start van zijn eerste 10 km wedstrijd. Zijn kleuterjuf zei tegen zijn moeder: "Als die later niet iets met sport gaat doen, weet ik het niet meer". Hij studeerde HEAO en voor sport- en gezondheidscoach. In 1984 deed hij zijn eerste triatlon. In de beginjaren stond hij altijd samen aan de start met zijn broer Eddie. Zijn eerste succes bij de senioren boekte hij in 1993 door tweede te worden bij de Nederlandse kampioenschappen duatlon. Met een tijd van 2:42.45 finishte hij vijf minuten achter Rob Barel.

### Overwinningen
In de jaren hierna won hij zesmaal de Nederlandse titel op de lange afstand (waarvan viermaal in Almere en tweemaal in Stein). De triatlon van Almere won hij tweemaal. Hij behaalde driemaal een top tien plaats in Hawaï (1994, 1997, 1999) en haalde zesmaal een podiumplaats (waarvan twee keer winst) bij de wedstrijd van Lanzarote (1993, 1994, 1995, 1996, 1997, 2001).

### Afscheid
In juni 2004 kwam Heldoorn ernstig ten val en lag hij twee dagen in coma. Daarna won hij nog twee keer de nationale langeafstandstitel, in Almere en Stein (resp. 2005, 2006). In 2006 nam Heldoorn afscheid van het professionele triatloncircuit met de winst van "Ironman" in Sherborne (UK). Dat jaar werd hij ook onderscheiden met de Rob Barel-award. Deze prijs kreeg hij voor zijn sportieve prestaties gedurende zijn hele sportcarrière. 

## Titels
- Nederlands kampioen triatlon op de lange afstand - 1994, 1995, 1997, 2000, 2005, 2006

## Palmares

### duatlon
- 1993:  NK - 2:42.45

### triatlon
- 1990: 11e Triatlon van Almere
- 1991: 7e NK in Almere (16e EK)
- 1991: 7e WK junioren in Gold Coast
- 1993: 8e Triatlon van Almere
- 1993:  Ironman Lanzarote - 9:04.24
- 1994:  NK lange afstand in Almere  - 8:33.13 (2e overall)
- 1994:  Ironman Lanzarote - 8:38.24
- 1994: 6e Ironman Europe in Roth
- 1994: 7e Ironman Hawaï - 8:39.59
- 1995:  NK lange afstand in Almere  - 8:10.58 (1e overall)
- 1995:  Ironman Lanzarote - 8:42.37
- 1995: 14e Ironman Hawaï - 8:41.43
- 1996:  Ironman Lanzarote - 8:48.34
- 1996: DNF Ironman Hawaï
- 1997:  NK lange afstand in Almere  - 8:02.58 (1e overall)
- 1997:  Ironman Lanzarote - 9:01.05
- 1997: 10e Ironman Hawaï - 8:49.44
- 1999: 5e Ironman Europe in Roth
- 1999: 7e Ironman Hawaï - 8:36.34
- 2000:  NK lange afstand in Almere - 8:25.20 (3e overall)
- 2000: 11e WK lange afstand in Nice - 6:35.00
- 2000: 23e Ironman Hawaï - 8:55.27
- 2001:  NK lange afstand in Stein - 8:38.57
- 2001:  Ironman Lanzarote - 9:12.42
- 2001: 10e WK lange afstand in Fredericia - 8:40.45
- 2003:  Triatlon van Almere - 8:22.54
- 2003:  NK lange afstand in Stein - 5:38.30
- 2003: 7e WK lange afstand op Ibiza - 5:43.53
- 2005:  NK lange afstand in Almere  - 8:22.03 (2e overall)
- 2006:  Triatlon van Huizen
- 2006:  NK lange afstand in Stein - 5:42.48
- 2006:  Ironman UK - 8:36.38